# Tilbagevendende elementer i Olsen-banden
Der er tilbagevendende elementer i Olsen-banden, der med næsten 100 % sikkerhed gentages i alle filmene om Olsen-banden og derfor bemærkes og huskes af det brede publikum: Kjelds "Jeg ska' nok", Egons fængsling, den flagviftende bande ved løsladelsen, Egons hårde verbale personangreb; Yvonnes svar på tiltale, Bennys "Skide godt" &c. De elementer, der er med til at gøre Olsen-banden til Olsen-banden.
Men efterhånden som Olsen-banden blev til flere film, begyndte også noget, der kan karakteriseres som en sport i at bringe bandens personer i situationer, der gjorde det muligt for skaberne at lade dem gentage replikker eller elementer af tidligere scener, enkelte gange ordret, ofte med en variation ved at lade personerne overtage hinandens signatur-replikker eller tirader fra tidligere film evt. krydret med status-skift, som det kendes fx fra teatersport.
Denne oversigt er på ingen måde komplet og er kun tænkt som en hjælp til at gennemskue, hvornår hvad sker, hvor i filmene. Eventuel lighed eller fjernt slægtskab med en anden-anden wiki og dens slogan er utilsigtet. Dette er ikke "Olsen-banden tropes", men følgende gælder overalt:

## Gentagelse fremmer (ikke nødvendigvis) forståelsen
Det er et spørgsmål, om det skyldtes bevidst humor fra skabernes side i form af gentagelsen som komisk virkemiddel eller fordi serien efterhånden havde udforsket alle tænkelige måder at gennemføre kup på eller måske kombinationer af begge. Effekten af, at publikum forventer, at der kommer en gentagelse, der så alligevel udebliver, eller i stedet kommer fra en uventet kant, skal heller ikke undervurderes.
Uforudsigelig gentagelse af elementer har samtidig den (heldige) bivirkning, at det gør det sværere for publikum helt at huske, hvad der sker, i hvilke af filmene og har måske på den måde været med til at holde serien interessant, selv efter flere fremvisninger.
Gentagelserne af elementer begrænsede sig ikke til Olsen-bandeserien, men dukkede op eller var tidligere brugt i andre af Balling og Bahs' værker, fx:
- Sommer i Tyrol (musik i gyngestol-scenen i Olsen-banden deruda' og Lily Weidings kjole i Olsen-bandens sidste bedrifter)
- Martha (2. maskinmester Alfs "jeg ska' nok", Sprogøe/Bundgaard/Reichhardt/Grunwalds Når fjordene blåner[1] gentages af Opsahl/Holm/Byhrings norske turister i Olsen-bandens sidste bedrifter)
- Slå først, Frede! (sprængning af træbygninger og musik)
- Huset på Christianshavn og Ballade på Christianshavn (referencer til navnet i Olsen-banden går amok, personer, Rikke og Tue, med samme udseende i Olsen-banden på sporet, indbrud fører til brandalarm i Olsen-banden ser rødt og Ballade på Christianshavn)
- Anthonsen (forsikringsselskabet Høje Nord fra Olsen-bandens flugt over plankeværket og Olsen-banden over alle bjerge, Anthonsens bemærkning om, at man ikke kan åbne pengeskabe med stetoskop[2])

Særligt skal fremhæves Huset på Christianshavn afsnit 80 Hvad fatter gør fra 1977, der hverken har Balling eller Bahs på rulleteksterne, men både forfatter Finn Karlsson og instruktør Tom Hedegaard havde begge arbejdet på flere bande-film. Afsnittet er et veritabelt katalog over de tilbagevendende elementer i Olsen-banden: Ødelagt køretøj, Larsen som Feddersen fra Skattevæsenet (som en deus ex machina fra slutningen af Olsen-banden på sporet), Dagmar Hammerstedt "har en plan"; "Bøffen" (Ove Verner Hansen) og "Brian" (hurtigtskydende 25-øres bodyguard fra Olsen-banden på Sporet) (Søren Steen/"Mr. Action") bærer Olsen (flyttemand), der anakronistisk spjætter med benene, Franz Jäger Berlin-skab, "Tage røven" og "Det er skide godt Egon [Hansen -red.]!".

## Replikker
"Jeg ska' nok!"
De måske oftest fremsagte tre ord i hele filmserien er Kjelds verbale signatur, der kun lejlighedsvis lånes ud til andre.
- Olsen-banden[10]: Kjeld siger replikken for 1. gang[b]
- Olsen-bandens sidste bedrifter[11]: Egon siger replikken, da stavbevæbnet Kjeld i Børsen mander sig op over for ham[c] i filmens slutspil
- Olsen-banden ser rødt[12]: Kjeld siger replikken under fingeret indbrud i Løvenvolds palæ, Skt. Annæ Plads
- Olsen-banden på sporet[13]: Børge siger nærmest replikken med et "Så vil jeg godt. For din skyld" i samtale med Egon om håret, hvortil Egon svarer: "Tak, Børge"
- Olsen-banden ser rødt[14]: Børge siger replikken efter Kjeld fortæller ham, hvem det går ud over, hvis brylluppet bliver aflyst. Kjeld svarer: "Tak, Børge".
- Olsen-banden overgiver sig aldrig[15]: Benny fremstammer et "J..jeg ska' nok", på Kjelds spørgsmål "... og hva' hva' med Magasin. Og Yvonne. Og, og med den lille ny Kjeld?" da Bøffen og Hallandsen (civiløkonom, ikke H.C.) kører afsted fra Børsen med Egon til sprængning.

"Farvel, for evigt!!"
- Olsen-banden på sporet[16]: Egon efter første, mislykkede forsøg med gods(boks)vognen og ophedet efterkritik hos Jensen's i Valby
- Olsen-banden over alle bjerge[17]: Yvonnes seddel fæstnet til bordet med en kniv ("P.S. Jeg er hos min søster")

"Min stol! Min sofa! (...)"
- Olsen-bandens store kup[18]: Kjeld, da han ser resultatet af besøget fra Knægten og hans springkniv
- Olsen-bandens sidste bedrifter[19]: "... hva' i alverden!" Kjeld, da han kommer hjem, mens de af Yvonne solgte møbler bæres ud

"Det havde De nok ikke regnet med, hva'?!"
Tilfredsstillelse af Egons behov for at understrege, at han ikke er en lille lus
- Olsen-bandens sidste bedrifter[20]: Egon på Børsen med souvenirs i tasken[d]
- Olsen-banden overgiver sig aldrig[21]: Egon på Børsen med EMCA-dokumenterne[d]
- Nonverbalt: Egon på Langebro i Olsen-banden over alle bjerge. Se: Kup under transport.

"Skidegodt, Egon!"
Bennys signatureplik kan varieres (fx skidesmart), men andre byder også ind:
- Olsen-bandens store kup[22]: Benny planlægger kup mod købmanden i Dragehuset: ... og så er der Franz Jäger; det er bare en boremaskine og et 6 mm bor, så' den hjemme til farmand. Kjeld: Det' godt Benny! Benny: Aktionen starter i nat kl. 2:45 [Tager Egons cigar fra bordet] Kjeld: Det' skidegodt Benny! [Egon forlader stedet i nedtrykt sindstilstand]
- Olsen-banden på sporet: Den lettere berusede Yvonne bifalder under dansk morgenmadsscenen i Casa Olsen Bennys forslag om at investere byttet fremfor at gemme det væk i en kuffert med et: "Det er skidegodt, Benny!"
- Olsen-banden på sporet[23]: Egon (spontan begejstring): "Ja, det er rigtigt! Det er godt Benny!" da Benny har løsningen på politiets tilkoblede udflugsvogn
- Olsen-banden ser rødt[24]: Kjeld, efter Egon har fortalt, at oplevelsen er let, smuk og ufarlig: "Skidegodt!"
- Olsen-banden deruda'[25]: Benny, efter Kjeld siger: "Nå, jamn, så... Lad os så komme i gang" til kuppet i Verdensbanken, fordi Georg skal være med: "Skidegodt, Kjeld!"
- Olsen-banden deruda'[26]: Bøffen, efter Mester Hansen har fået entreprisen på Egons udryddelse med replikskiftet: MH: "Jeg har en plan!" B: "Det er godt, Mester!" MH: "Lad os så komme i gang!"

"Hvad gør vi? Hvad gør vi?" - "Vi må efter dem!" / "Vi må væk!" - "Jeg vil hjem" / "Skal vi hjem nu?" "Nej, vi skal ikke hjem! Vi skal videre!"
Når der sker noget uventet, fx hvis politiet dukker op, eller hvis Egon bortføres af Bøffen, har banden en tendens til at blive handlingslammet. Takket være Kjelds kroniske frygt, der med usvigelig sikkerhed fremprovokerer et panisk: "Hvad gør vi? Hvad gør vi?", vækkes resten af banden af trancen og Benny vil fx kvittere med et: "Vi må efter ham". Kjeld mister også ofte modet eller er træt og vil hjem, mens Egon vil videre.
Disse elementer varieres ved at lade bandemedlemmerne bytte replikker og roller i situationen.
- Olsen-banden på sporet[27]: Egon efter Hanomag'en er brudt sammen og politiet dukker op: "Vi må væk"
- Olsen-banden på sporet[28]: Egon er gået (for evigt) og politiet dukker op hos Jensen's. Benny: "For fa'en, vi må væk!" Kjeld: "Hva'gørvi?Hva'gørvi?" Benny: "Bag, bag, bagdøren!"
- Olsen-banden deruda'[29]: Kjeld, efter Mester Hansen har snuppet kuffert og Egon: "Vi må efter dem!"
- Olsen-banden går i krig[30]: Egon gasforgiftes. Benny: "Nej! Hold da kæft, (han) ta'r sgu' gas på Egon! Hva' gør vi? Kjeld: "Ja, hva' gør vi?" Benny: "Jeg har det."
- Olsen-banden går i krig[31]: Egon i lort til halsen overfor Ørstedsværket. Kjeld: "Jeg kan ikke mere ... Jeg er sulten ... Jeg vil hjem"
- Olsen-banden overgiver sig aldrig[32]: Benny, da indbruddet hos P&J mislykkes: "... fa'en! De kommer! Og Politiet! Hva' gør vi?" Kjeld: "Vi må væk!"
- Olsen-bandens flugt over plankeværket[33]: Hallandsen fra Høje Nord efter kuppet fra Valby-Bilens taxa på vejen til lufthavnen: "Hurtigt... vi må efter dem!"
- Olsen-bandens sidste stik[34]: Kjeld, da kufferten med planerne er hentet fra skabet: "Så ska' vi ikke mere, vel?" Egon: "Nej, nu skal vi bare hjem."

"Egon er nok druknet/slået ihjel"
- Olsen-banden går amok[35]: Benny (til Harry, der apatisk ligger i sin seng): "Egon! Har du set ham? Har du set ham?" Harry: "Nåeh, nåh ham! Nja, han sejlede med jollen. Han er nok druknet!"
- Olsen-banden på sporet[36]: Benny (får øje på Bøffen ved Godsbanegården): "Hold da op! Det er ham igen! Det dumme svin! Hva' fa'en er han ude på? " Kjeld: "Han har nok slået Egon ihjel. Så kan vi lige så godt opgive det!"

"Jeg ved lige præcis, hvordan!"
Bøffens standardreplik, når han bliver bedt om at få Egon til at forsvinde og blive helt væk lånes af
Egon, før han i Olsen-bandens flugt over plankeværket tager ind til Høje Nord for bruge MAC-dokumenterne til at presse 5 millioner ud af Bang-Johansen.
Egon: "Bare rolig! Denne gang kan det ikke gå galt. Jeg ved LIGE præcis, hvordan!"
Egon gentager lånet i Olsen-bandens sidste stik i samtale med departementschefen: "... Jeg har en plan og ved præcis hvordan!"

## Prolog-kup mislykkes altid
De små kup, der optræder før rulleteksterne i de fleste af filmene, fører altid til fængsling af Egon, hvorefter han efter endt afsoning løslades med en ny stor plan. Men der er undtagelser og variationer: Fx kan et kup, der ellers bærer et prolog-kups kendetegn og formål af hensyn til historien flyttes til efter rulleteksterne.
- Olsen-banden: Kup mod cigarforretningen i Murergade forpurres af: Uheldig opbrydning af vindue
- Olsen-banden på spanden: Væbnet røveri mod sparekassen i Mitchellsgade, "Polititorvet" afdeling; et stenkast fra Politigården i København, formodentlig med mange politifolk som kunder. Forpurres af: Røveren fra filmen Tænk på et tal, overmodig/dristig planlægning (eller et ubevidst råb om hjælp?). Egon løslades uden intentioner eller plan om at begå kriminalitet, men Unione Sicilianas kup bringer handlingen ind i seriens vante rammer[e]
- Olsen-banden i Jylland: Ingen prolog; filmen begynder med rulletekster foran fængslet. Intet prolog-kup, heller ikke efter rulleteksterne.
- Olsen-bandens store kup: Sølvtøj fra velhavende sagfører(H) på Hjalmar Brantings Plads, Østerbro under direkte transmitteret svenskekamp (fodbold) i fjernsynet. Forpurres af fodbold-distraheret Benny, afbrudt transmission (teknisk uheld) og den rivaliserende bande; Kongen og Knægten
- Olsen-banden går amok: Tyveriet af dagens kassebeholdning ved indbrud i Palads Teatret (København) forpurres af uønsket tilstedeværelse af svært beruset Dynamit-Harry
- Olsen-bandens sidste bedrifter: Tyveriet af kassebeholdningen i "Grise-Hansens" spanske traktørsted El Retamar forpurres af Bennys romantiske erobring, Kjelds maveonde og Yvonnes påståelighed
- Olsen-banden på sporet: Bøffen har lokket Banden til at begå indbrud på kontoret i Multi Scans strandede hotelbyggeri på Mallorca[f]. Det er en fælde.
- Olsen-banden ser rødt: Film begynder med rulleteksterne, dvs. intet kup før rulleteksterne, men en oplevelse[39] efter. Og endnu en fælde: Efter proformatyveriet af Ming-vasen fra Løvenvolds Franz Jäger-svendestykke på Sankt Annæ Plads, snydes Egon for de lovede 50.000 kr., anholdes, men løslades kort efter med Yvonne som værge
- Olsen-banden deruda': Indbrud i virksomhed med kompliceret amerikansk Francis Hunter-skab forpurres af: Højrøstet meningsudveksling om Egons hukommelse og glemt zonetal vækker sovende vagt på direktørens sofa og årvågen vagthund
- Olsen-banden går i krig: Intet prolog-kup. Filmen begynder med rulletekster og Egons løsladelse og bortvisning, men: Bennys kup mod skab i forvalterkontoret hos Petersen & Johansson saboteres af jaloux Egon, hvilket bringer filmen tilbage på det traditionelle spor med fængsling og løsladelse med ny plan.
- Olsen-banden overgiver sig aldrig: Indbrud med LEGO Technic-døråbner, igen hos Petersen & Johansson forpurres af: Ændrede rutiner idet ny direktør dukker op
- Olsen-bandens flugt over plankeværket: Ingen prolog; filmen begynder med Nordisk Films 75-års jubilæumslogo og går direkte til rulletekster og Egons løsladelse
- Olsen-banden over alle bjerge: Ingen prolog. Resumé og fortsættelse af foregående film
- Olsen-bandens sidste stik: Intet, der sætter Egon i fængsel, men filmens titelskilt ledsages af Wandenburg-kuffertens ankomst i lufthavnen, mens prologen udgøres af Justitsministeriets fejlslagne tyveriforsøg fra Udenrigsministeriets arkiv

## Byttet lander hårdt på Bennys fod
- Olsen-banden[40]; foden mases på soklen under Kejseropsatsens montre, der sendes ned, da alarmen udløses
- Olsen-banden på sporet[41]: Kasse med guldbarrer under omladning fra boksvogn til lastbil

## Indbrud med glarmesterdiamant, tape og rundt hul
- Olsen-banden[42]: Tobaksforretning, uventet resultat
- Olsen-bandens store kup[43]: Bennys kup mod købmanden i Dragehuset på Bernadottes Allé (Onkel Toms hytte)
- Olsen-banden går amok[44]: Harrys diabolske gave-kup til Egon, kuppet mod Købmand Kvist (udtrækning af rude med sugekop)
- Olsen-bandens ser rødt[45]: Fingeret indbrud i Løvenvolds palæ, Skt. Annae Pl. (høres først, ses efterfølgende)
- Olsen-banden overgiver sig aldrig[46]: Før-rulletekstkuppet hos (tidl. Valdemar, nu Jan) Petersen & Johansson (kun rundt hul og tilhørende glas-cirkel hængende i tape vises)

I "Balling/Bahs/Nordisk film-universet": Huset på Christianshavn afs. 77 fra 1977 Kammertonen har fru Hammerstedt "lånt" glarmesterdiamant og -sugekop fra Larsens værtøjskuffert til supermarkedets vindue mod gården. I samme afsnit ses stetoskop i Larsens kuffert og i brug af Olsen (flyttemanden) på klædeskab (ikke penge-) med låsen i baglås.Samme afsnits kammertrio minder om noget, der ses i en senere tv-serie.

## Frakobling af alarm med barberskum
- Olsen-banden går amok[50]: Franz Jäger i Palads Teatret, saboteret af Dynamit-Harry
- Olsen-banden går i krig[51]: Bennys af Egon saboterede kup hos P&J
- Olsen-bandens sidste stik[52]: Snor-alarmen til K.A. Jensen udløses med en saks

I "Balling/Bahs/Nordisk film-universet": Samme type alarm bruges hos "urmageren i Dannebrogsgade" (filmet på Valby Langgade/Bykildevej) i Huset på Christianshavn afs. 51: Larsens mareridt fra 1974. Larsen klipper ledningsforbindelsen og bruger ikke barberskum, men bryder skabets kombination med stetoskop!

## Adgang til byttet gennem kloak
- Olsen-banden[54]: Busskilt må oversaves og hul skal sprænges for at give adgang til Kejseropsatsens sikringsskakt
- Olsen-banden på spanden[55]: Gangsternes frømænd svømmer ind i kloak fra gummibåd i havnen og klatrer op gennem mandehul for at nå frem til bagsiden af Nationalbankens boksanlæg
- Olsen-bandens store kup[56]: Egon går gennem kloak og kommer op gennem mandehul, lige under hullet i bunden af bankens perfekt placerede pansrede pengetransport
- Olsen-banden går amok[57]: Adgang gennem den gamle kloak under anløbsbroen fra Christianshavns Kanal, op gennem mandehul i korridoren i H.C. Hallandsens fryselager
- Olsen-banden deruda'[58]: Adgang gennem nedlagt kloak i før-rulletekstkuppet (virksomheden med det første skab med differentialmekanisme, logaritmisk opbygget talsystem og zonetal)

## Kup i drag
- Olsen-banden på spanden[59]: Kjeld i drag som den unge pige, der skal "redde" sengen i cellokasse-kuppet på Hotel Europa, bevogtet af livvagter (gangstere)
- Olsen-bandens flugt over plankeværket[60]: Egon i drag, to gange! I kuppet på Hotel Scandinavia. Rød kuffert er bevogtet af livvagter (KBG)

## Jagten på en pels
Drømmen om en pels ligger dybt i mange af filmenes kvindelige medvirkende. Det bliver oftest kun til et kortvarigt bekendtskab.
- Olsen-banden: Bennys forlovede, Ulla forelsker sig i en pels[61] og køber den for kontraktpengene[62], men må aflevere den igen grundet kontraktbrud[63]
- Olsen-bandens store kup: Yvonne har forudbestilt en pels til 62.000 kr.[h], der får hendes søsters til at ligne "en hængt baggårdskat"[64], men må sende den tilbage for ikke at vække opsigt. Kongen og Knægten deler ikke Egons forholdsregler, så Sonja (Damen) får Yvonnes pels[65] og tager den med i flyet til Mallorca[66]
- Olsen-bandens sidste bedrifter: Yvonne får en pels![67]
- Olsen-bandens flugt over plankeværket: Kjeld, Benny og Egon må opgive at købe pelsen til Yvonne, da Egon ikke finder nogen penge i Høje Nord-Hallandsens kuffert[68]
- Olsen-banden over alle bjerge: Yvonne på trappeafsatsen foran lejligheden iført sølvbryllupsgaven: Pelsen![69]

I "Balling/Bahs/Nordisk film-universet": I Huset på Christianshavn afs. 81 Tab og vind med samme sind fra 1977 fantaserer Karla om at bruge sin andel af tipsgevinsten på en "spættet pels med en stor krave; helt ned til gulvet".

## Frakobling af alarm baseret på fotoceller ved hjælp af legetøj
- Olsen-banden går amok[71]: Egon fjernstyrer kampvogn til at beskyde alarmens afbryderknap med majskerner(?)
- Olsen-banden går i krig[72]: Nikkedukke (træk op-kanin) tøjret til sejlgarn, beskriver en halvcirkelbue og giver alarmens afbryderknap et dyt med snuden (Bennys kup hos P&J)
- Olsen-banden overgiver sig aldrig[73]: Avanceret apparat bygget af Lego Technic bruges til at dreje vridergreb og åbne dør indefra hos P&J, ikke til at frakoble alarm
- Olsen-bandens sidste stik[74]: "Ulven kommer"-blødgøring af sikkerhedsberedskabet i Statens Destruktions Anstalt med gentagne alarmer udløst med sæbebobler. Der bruges en nøgle til sæbevandet, så egentlig ikke legetøj. Indbrudsforsøget først i filmen; Justitsministeriets indbrud i Udenrigsministeriets arkiv, standses af en fotocellebaseret alarm, som forsøges omgået ved hjælp af tobaksrøg.[75]
- I "Balling/Bahs/Nordisk film-universet": Huset på Christianshavn afs. 66 fra 1975, Larsens arv benytter Larsen en Schäffnerklo, et specialværktøj til, gennem et boret hul, at nå ind på den anden side af en dør og frakoble en alarm[76]. I afs. 77 Kammertonen overser fru Hammerstedt supermarkedets alarm[77]

## Kup under transport
Endog mange af bandens kup er en variation over at slå til og snuppe byttet, mens det transporteres fra et sted til et andet. Disse kup består overordnet af del-elementerne: Afspærring/blokering, afledning, forklædning/camouflage, sikring af flugtvej og engang imellem også forpurring, hvis kuppet mislykkes.
- Olsen-banden på spanden. Objekt: Cellokassen i lufthavnen. Forklædning: Uniformer fra K.O.R.S. giver uhindret adgang til alt!
- Olsen-banden i Jylland. Udført af: Mads Femøre Madsen og Betterøv. Objekt: Banden. Og byttet. Bandens flugt til lufthavnen i Mads Femøres Toyota forpurres af (en formodentlig planlagt) tørkørsel og belejlig afhentning med Betterøvs kranvogn.
- Olsen-bandens store kup. Objekt: Pengesedler fra pengetransport. Blokering og afledning-i: Andemor med ællinger. Blokering og afledning-ii: Pølsevogn med fingeret tørkørsel. Metode og camouflage: Forberedt hul i bunden af pansret bil. Adgangsvej: Gennem kloak.
- Olsen-bandens store kup[78]. Objekt: Kufferten med bandens bytte fra Kongens bankboks. Blokering: Egon låser døren på K.B. Mortensens patruljevogn, mens politiet henter kufferten i boksen. Afledning: Mortensen må stille kufferten fra sig, mens han leder efter bilnøglen. Egon udskifter kufferten[28]
- Olsen-banden går amok. Objekt: Kjeld og Benny. Opgave: Kompliceret 3-trins fritagelse fra fangetransport i Ingerslevsgade mellem Politigården og Vestre fængsel. Udført af: Egon og Børge. Blokering/camouflage/afledning: Massivt politiopbud hidkaldt af falsk flugtmelding fra kapret politiradio, "ulven kommer"-blødgøring af fangetransportens personale, frakobling af smæklås i fangetransportens dør, manuel manipulation af lyssignal
- Olsen-bandens sidste bedrifter. Objekt: Bedford-diamanterne fra kuffert i sikret varebil. Blokering: Knippelsbro åbner for højt rigget båd. Afledning/Camouflage/flugtvej: KS linie 2-bus
- Olsen-bandens sidste bedrifter. Improviseret kup/redningsaktion. Objekt: Egon med fødderne faststøbt i cement. Blokering-i: Benny afbryder strømmen til kranen. Blokering-ii og afledning: Kjeld går bare til Bøffen.
- Olsen-banden på sporet. Objekt: Franz Jäger pansret gods(boks)vogn 1. forsøg: Afledning/forklædning: Overrumpling ved tidligt fremmøde og kasketternes indbyggede autoritet
- Olsen-banden på sporet. Franz Jäger pansret gods(boks)vogn 2. forsøg: Blokering: Manuel manipulation af signal. Improviseret afledning: Politifolkene i udflugtsvognen er allerede rigeligt uopmærksomme og parkeres på Station Hof
- Olsen-banden ser rødt. Objekt: Financieringskup; taske med pornodirektør Hallandsens (ikke H.C.) natindtægt. Blokering: Fingeret elfejl i "lånt" taxa; motorstop og ingen radio til at tilkalde anden vogn. Afledning: Offers mangel på tid og telefonopkald fra telefonboks
- Olsen-banden deruda'. Objekt: Hallandsens (sandsynligvis H.C., ham fra Olsen-Banden går amok var vist ikke helt død alligevel) kuffert med smørpukkelpenge. Fra: Lejet limousine. Blokering: Tørkørsel efter nøje afmålt benzinaftapning. Afledning: Massivt politiopbud hidkaldt af fingeret bankrøveri
- Olsen-banden deruda'. Udført af: Mester Hansen og Bøffen. Objekt: Samme kuffert i bandens varetægt. Og Egon (bonusgevinst). Fra: Bennys bil hhv. Valby Langgade. Blokering og afledning-i: Benzinaftapning. Afledning-ii: Kufferten fjernes fra Bennys bil, Egon løber efter den
- Olsen-banden går i krig. Objekt: Rød kuffert med mikrofilm-betalingen fra den sorte barons fly. Forklædning: Fly-rangering/parkeringsmedarbejder-uniform. Blokering: Punktering af flys fordæk midt i jetflys taxirute. Afledning: Stress fra flypersonale fra pushback traktor og påhægtet jetfly. Flugtbil: Follow-me folkevogn.
- Olsen-banden går i krig. Objekt: Lille sort kuffert med mikrofilmen og nøglen til Nyrop-pengeskabet. Afledning-i: Fotografering af Absalons statue. Forpurring: Baronen er for hurtig for Kjeld. Afledning-ii: Fotografering af Den lille havfrue. Forpurring: Person flytter kufferten for at sidde på bænken den ligger på og baronen "er meget hurtig". Afledning-iii: Kikkert og Bennys historie om "Badezimmer von das Königin ... splitternackt!"
- Olsen-banden overgiver sig aldrig. Objekt: Kuffert med EMCA-dokumenter fra limousines bagagerum. Blokering og afledning: Tabt læs fra æblekærre. Metode/afledning/afvæbning: Gaffeltruck, altan, dimsen
- Olsen-bandens flugt over plankeværket. Objekt: Høje Nord-Hallandsens (ikke H.C.) kuffert. Blokering: Bennys bil afskærer vejen for taxa. Afledning: Spørge om vej til Eremitageslottet, fingerede startproblemer, anmodning om et skub. Flugtsikring: Dæk tømmes for luft
- Olsen-bandens flugt over plankeværket[79]. Objekt: Hallandsens kuffert igen. Blokering-i/forklædning: Kjeld som nordmand med "fundet" kuvert. Blokering-ii/afledning: Egon binder Hallandsens snørebånd op, Kjeld ombytter frakker, mens sko bindes. Blokering-iii/afledning: Hallandsens nye frakke udløser alarm i sikkerhedskontrollen.
- Olsen-bandens over alle bjerge. Objekt: Bang-Johansens røde kuffert med MAC-dokumenterne på vej til SAS-hotellet. Blokering af Langebro med kittel, kasket, stakit. Afledning: Stetoskop, talkum. Metode: Belysningsvæsenets skylift til bagagerum. Primær forpurring: Egons trang til at række tunge (ego og hævntørst), sekundært: Afholdskro

## Dimsen
Bennys dims, der primært kan bruges til at manipulere automater og dørlåse introduceredes i Olsen-banden i Jylland, hvor han brugte den til at hæve kontanter fra en automat med tobaksvarer

## Hallandsen
I Olsen banden-regi stifter publikum første gang bekendtskab med fænomenet Den store bagmand fra Huset på Christianshavn i Olsen-banden går amok fra 1973, altså dén H.C. Hallandsen, der har fryselager og hovedsæde på Wilders Plads på Christianshavn. Men faktisk er Hallandsen allerede i 1971 den store bagmand i filmen Ballade på Christianshavn: En skrupelløs ejendomsudvikler, der taler italiensk med sine forretningsforbindelser, deler adresse med virksomhederne: Hallandsen Holding Ltd. og aktieselskaberne Danopox, Scan Build, Hal Dane, Hal Byg, I/S Lykkeparken, og (igen) aktieselsaberne Halvarex, af 1/8 1967, 12/3 1968, 4/12 1968 og 26/9 1969 og gerne smider sin advokat under bussen efter at have haft fingrene i hans klientkonto.
Det er muligvis en efterrationalisering fra skabernes side, men der er stærke indicier for, at H.C. Hallandsen fra Olsen-banden går amok langt senere, i Olsen-banden deruda' viser sig at være den selvsamme Hallandsen, med villa i Schweiz, der blev forklaret død i Olsen-bandens sidste bedrifter. Endnu en (omend spøgefuld og subtil) efterrationalisering bringer via et afsnit af Huset på Christianshavn, med tilbagevirkende kraft, navnet Hallandsen ind i bandefilmene allerede i Olsen-bandens store kup.
1. Ejendoms-Hallandsen i Ballade på Christianshavn
2. Højesterets- og sølv-Hallandsen i Olsen-bandens store kup, via Hjalmar Brantings Plads 4
3. Fryse&smugler-H.C. Hallandsen i Olsen-banden går amok, kun af omtale
4. Kunsthandler-Hallandsen (Tiemroth) i Huset på Christianshavn, afs. 48, Nu stiger kunsten 1974
5. den afdøde Hallandsen (sandsynligvis H.C.) i Olsen-bandens sidste bedrifter, kun af omtale
6. Rigsantikvar-Hallandsen (også Tiemroth) i Huset på Christianshavn, afs. 84, Hus forbi 1977, der henter kuglen
7. Porno-Hallandsen i Olsen-banden ser rødt
8. Smørpukkel-Hallandsen (sandsynligvis H.C. og derfor alligevel ikke helt død) i Olsen-banden deruda'
9. Civiløkonom-Hallandsen i Olsen-banden overgiver sig aldrig
10. Høje Nord-Hallandsen i Olsen-bandens flugt over plankeværket og -over alle bjerge[i]
11. dept.chef-Hallandsen i Olsen-bandens sidste stik

## Den blå madkasse
Den blå madkasse med teksten "Velbekomme" med guldbogstaver på skrå hen over låget optrådte første gang i Olsen-banden på spanden, som en subtil hilsen til filmen Tænk på et tal, der havde premiere tidligere samme år.
De efterfølgende gensyn med kassen kan være bevidst fra skabernes side, eller måske bare skyldes, at det var en meget populær madkasse.
- Olsen-banden på spanden[83]. Sparekassekasserers kasse
- Olsen-banden på spanden[84]. Egons madkasse på Scan Toys, som Kjeld og derefter Benny får lov at bære
- Olsen-banden går amok[85]. Nej: Den Morten Korch, Manden på Svanegården-læsende nattevagt (Arthur Jensen) i forsikringsselskabet Trofast har en hvid madkasse af plastik med rødt låg.
- Olsen-banden går amok[86]. Politiets observationspost overfor "Huset på Christianshavn", madkasse tilhørende betjent (Langberg)
- Olsen-bandens sidste bedrifter[87]: Nej, linie 2-chaufførens kasse i Gladsaxevej-sløjfen er af plastik med gult låg
- Olsen-banden på sporet[88]: Ingen madkasse, men Kjelds smukke knagerække til DSB's kantine har påskriften: "Velbekomme!"
- Et isoleret tilfælde[89]: Superfos-nattevagtens (Arthur Jensen) madkasse
- Olsen-banden går i krig[90]: Nej, P&J-nattevagtens madkasse er blankt metal, flad og rektangulær i formen[j]
- Olsen-banden går i krig[91]: Nej, arkivpersonalets madkasse er af helt anden kaliber, men afledningen beslægtet med Et isoleret tilfælde og tidl. kup i P&J: Der skal hentes tilbehør til maden

I "Balling/Bahs/Nordisk film-universet": Huset på Christianshavn afs. 16 fra 1971, Panikalderen. Midaldrende kondiløber i rød træningsdragt åbner sin medbragte, blå madkasse for indtagelse af frokost med øl og snaps fra/på traktørsted

## Den røde kuffert
- Er en sort attachétaske i Olsen-banden går amok[93]
- Er tre kufferter i Olsen-bandens sidste bedrifter
- Er to kufferter, en brun og en lille sort, i Olsen-banden går i krig

## Et spørgsmål om kasketter
Man diskuterer ikke med en person, der er iført kasket, så banden udnytter ofte kasketternes indbyggede autoritet for at kunne gennemføre sine kup. Egon refererer til fænomenet direkte i Olsen-banden på sporet, som metoden til at kunne kapre Multi Scans pansrede boksvogn.
Af andre kasketter med varierende grad af indbygget autoritet kan nævnes Banani cykelkasketten båret af manden fra biludlejningen (Ernst Meyer), der genkender den forklædte Hallandsen og den kommunale P-kasket båret af den pensionsmodne, men særdeles observante parkometertømmer (Arthur Jensen) i Olsen-banden deruda', samt Kjeld og Bennys umage renovationsarbejderkasketter i Olsen-banden går i krig.
- Olsen-banden på spanden: Banden er ansat i K.O.R.S, er iført institutionens uniformer og kasketter og henter uhindret gangsternes cellokasse i lufthavnens bagagehåndtering[96]
- Olsen-banden går amok: Egon og Benny kan med deres kasketter fra "gasværket" uden problemer få adgang til og koste rundt med de to betjente i Politiets uautoriserede observationsspost.[97]
- Olsen-banden går amok: Kjeld og Bennys ølkusk-kasketter og ølbil lader dem passere Hallandsens vagter på vejen ind og Politiets afspærring på vejen ud fra "Huset på Christianshavn"[98]
- Olsen-bandens sidste bedrifter: Benny låner KS bus-kasket[99] og Kjeld og Benny låner kasketter, uniformer og køretøj af Politiet og lever sig ind i rollen[100]
- Olsen-banden på sporet: DSB-kasketter baner vejen for både Egon[101], Kjeld, Benny og Børge[102]
- Olsen-banden ser rødt: Benny udnytter den "lånte" Volvo 144 fra Valby-bilen med tilhørende chaufførkasket for at gennemføre financieringskuppet mod pornodirektør Hallandsen[103].
- Olsen-banden går i krig: I lufthavnen følger den sorte baron til punkt og prikke Egons mindste vink, idet han er iført overdimensionerede lufthavns "marshaller"-handsker og tilhørende -kasket.[104]
- Olsen-banden over alle bjerge: Autoriteten i Kjelds havnevæsens-kittel, -stakit og -kasket presses til det yderste[105]

## Følg pengene!
- Olsen-banden: Kejseropsatsen til en værdi af 12 millioner kr.[106] returneres af den retskafne Birger[107], måske mod findeløn, fx 10%[k]
- Olsen-banden på spanden: Juvelerne sælges med Motzarellas hjælp, halvdelen af beløbet havner (formodentlig) i statskassen
- Olsen-banden i Jylland: Mads Femøre Madsen tager guldet
- Olsen-bandens store kup: Sonja (Damen, i Kongen og Knægten-terminologi) får den resterende del af de 4 millioner kr. og sin pels med i flyet kl. 17:20
- Olsen-banden går amok: 6 millioner sorte kr.[108] fra H.C. Hallandsens pengeskab op i røg på Amagerforbrænding
- Olsen-bandens sidste bedrifter: Kapitalindsprøjtningen (15 millioner US$ / 100 millioner kr. / 1 milliard pesetas) fra Abradan kommer med banden til Mallorca!
- Olsen-banden på sporet: De resterende ca. 90 millioner kr. bliver til guldbarrer, der bliver til aktiemajoritet, der formodentlig til sidst ender i statskassen til delvis dækning af restskat og bøde
- Olsen-banden ser rødt: Kapitalindsprøjtning 1,5 millioner kr.: Den hollandske betaling for Ming-vasen havner hos Fie og Børge[l]
- Olsen-banden deruda': Den store bagmand (muligvis H.C.) Hallandsens investering på 10 millioner sorte US$ i den russiske smørhandel går 0% til Georg og 100% til nullermænd
- Olsen-banden går i krig: Kapitalindsprøjtning på 10 millioner D-mark fra tyske investorer for Generalplanen havner i K.A. Jensens "pensionsfond" og formodentlig i Canada.
- Olsen-banden overgiver sig aldrig: Ingen kontanter i omløb, men nogen aktionærer taber, mens andre vinder
- Olsen-bandens flugt over plankeværket og over alle bjerge: Den ikke-fængslede del af banden får Høje Nord-Hallandsens 5 millioner kr.[m]
- Olsen-bandens sidste stik: Ingen kontanter i omløb

## Ødelæggelse, eksplosioner og sprængninger
Ødelæggelse af træskure og barakker er en tradition, videreført fra slutningen af Slå først, Frede!. Derudover stod også køretøjer for skud og talrige olietønder på stativer måtte væltes og rulle, når køretøjer kom for tæt på. Special effects, der ikke var alt for dyre eller komplicerede at udføre, men med god valuta for pengene i form af komisk effekt. Mest spektakulær var måske "skorstenen på Superfos", der vælter som afslutning på en biljagt i Olsen-banden deruda'. Mens jagten går til Superfos' Glasuld-fabrik på daværende Syrefabriksvej, der bruges i reklamefilmen Et isoleret tilfælde, brugte produktionen bortsprængningen af skorstenen på det gamle slagteri i Køge, da det blev nedlagt 1976/1977.
- Olsen-banden: Fint udsmykket telefonboks i træ (og dertil Mortensens patruljevogn) for enden af spor rammes af togvogn.[109]
- Olsen-banden på spanden: Harrys skur/værksted - gennemkørt af spritbilist i Harrys folkevognsrugbrød, genopført og efterfølgende nitroglycerin-sprængning afværget.
- Olsen-banden på spanden: Skur i grusgrav - sprængt til pindebrænde af glemt æske med dynamit
- Olsen-banden i Jylland: Militærbarak - sprængt af, i underjordisk bunker, omstrejfende granat
- Olsen-bandens store kup: Hytte ved lufthavnen - blæst omkuld af luftstrøm fra motorerne på lettende Jumbojet
- Olsen-bandens sidste bedrifter: Skur på skrotplads - kollapset under styrkeprøve mellem Bøffen og Kjeld
- Olsen-banden deruda': To skure på Superfos - gennemkørt af Georgs Citroën CX stationcar (og skorsten væltet)
- Olsen-banden overgiver sig aldrig: Terrasse i grusgrav - sprængt af Bøffen, mens han selv står på den

Træbygninger og skure der blev skånet:
Olsen-bandens store kup: Badeanstalten Helgoland og Dragehuset/Onkel Toms hytte. Olsen-banden går amok: Harrys bolig med sundudsigt i Sundby. Olsen-banden på sporet: "Det gule palæ". Olsen-banden deruda': Mester Hansens bolig i Københavns Nordhavn.
Ødelagte køretøjer
- Olsen-banden: Patruljevogn påkøres af togvogn
- Olsen-banden på spanden: Folkevognsrugbrød flækket af nedfaldende cellokasse
- Olsen-banden i Jylland: Den stjålne Citroën Type H[110] varebil og Ricos (eller faktisk Karens) Porsche 356 knust under skrotpresse
- Olsen-banden på sporet: Hanomag F35 lastbil knækket af overlæs. Ford Transit varebil kløvet og splintret af diesellokomotiv
- Olsen-banden deruda': Citroën Type H varebil sprængt af helvedesmaskine i Sydhavnen[111][s], Citroën CX stationcar overklippet af faldende port

I "Balling/Bahs/Nordisk film-universet": I Rend mig i revolutionen (1970) mister en folkevognsboble forskærmen efter en påkørsel ved krydset Fiskedamsgade/Præstøgade. En herre (Hans Kristensen) rejser sig med overkroppen op gennem bilens åbne stoftag og råber: "Dumme svin! Hva' fa'en bilder du dig ind! Motorbølle!" efter modparten; en Citroën H varebil. Scenen gentager sig i Olsen-banden deruda', hvor forvognen på en Citroën 2CV bryder sammen efter tæt passage fra Ford Taunus med Yvonne bag rattet og en herre med forbløffende lighed med Kristensen råber "Se dér! Dumme svin!"
Væltede stabler med olietønder (og dåser) med mere
- Olsen-banden på spanden: Lille stabel på oplagsplads i Kastrup kollapset efter påkørsel af Mortensens patruljevogn. Lille eksplosion (benzindampe?).
- Olsen-banden i Jylland: Lille stabel væltes af Mads Femøres Toyota Crown Combi ført af Benny under biljagt i grusgraven
- Olsen-bandens store kup: Tårn af konservesdåser væltes i købmandshandel i Dragehuset[p]
- Olsen-bandens sidste bedrifter: Stillads væltes og stakit snittes, men vælter ikke efter Bennys påkørsel ved skrotpladsen i Sydhavnen
- Olsen-banden ser rødt[115]: Stabel med trætønder bryder sammen i Borreholms vinkælder; tønde ruller og vælter mur
- Olsen-banden deruda': Lille stabel væltet af Yvonnes Ford Taunus, stor stabel væltet af Georgs overklippede Citroën CX, ført af Bøffen på Superfos lager. Skorsten tillige væltet/kollapset.
- Olsen-bandens flugt over plankeværket: Lille mængde formodentlig syre/gifttønder løsrives, da stålpille gennemtæret af spildt syre giver efter på Amager Syrefabrik

## Afledning ved hjælp af telefonopkald fra telefonboks
- Olsen-banden deruda'[116]: Kjeld får i en meget hyggelig samtale vendt verdenssituationen med den ekskværdige parkeringsvagt (parkometertømmer) på Kgs. Nytorv
- Olsen-banden overgiver sig aldrig: Bennys opkald til Daninvests portvagt og personale (i alt 2m43s)
- Olsen-banden over alle bjerge: Bennys opkald til SAS-hotellets liderlige buk

## Gamle, gnavne, bitre, modløse, indignerede vagter (også parkings-) dømmer ungdommen
Fra at være sporadiske udfald gennem serien bliver det et decideret tema i Olsen-banden deruda', hvor hele fire forskellige vagter spillet af Kern, Federspiel, Jensen og Stegger får lejlighed til at tale ud.
- Olsen-bandens sidste bedrifter[117]: Vagten (Stegger) i skudehavnen (umiddelbart syd for Prøvestenen) kommenterer den pittoreske solopgang: "Det billige skidt!"
- Olsen-banden på sporet[118]: Vagten (Kern) i DSB's godsekspedition "Ja, der har vi det igen! De unge mennesker! Sjusk og rod! (...) Tæsk sku' de ha'! Tæsk og arbejdsløshed! (...)"
- Olsen-banden deruda'[119]: Den afgående vagt i før-rulletekstkuppet (Pouel Kern) til den unge tiltrædende vagt (Birger Jensen): "Unge mand! Man sover ikke på sin post!"
- Olsen-banden deruda'[120]: Vagten i KTAS' materiel-lager (Federspiel) bebrejder kun sit eget svigtende syn
- Olsen-banden deruda'[121]: Parkomat-tømmeren får lov til at beholde tjansen med at tømme automater, fordi ingen kan få de unge til stå op kl. 5 om morgenen og Kjeld kvitterer med historien om Yvonnes søstersøns drukkenskab og Marxisme
- Olsen-banden deruda'[122]Allestedsnærværende vagtmester i Verdensbanken (Stegger): "Satans lømler! Ingen respekt!..." og "Lømler, er de allesammen..."
- Olsen-banden over alle bjerge[123]: Den oprevne skylift-operatørs (Kaysø) ønskede sanktion over for de "satans til knægte", der forgriber sig på Kommunens fintfølende og komplicerede materiel: "Tæsk sku' de ha'!"

## Vagthunde hedder Buster
- Olsen-banden[124]: Undtagelsen, der bekræfter reglen: På Politiets indhegnede parkering for beslaglagte køretøjer hedder schæferhunden Fido, ikke Buster.
- Olsen-bandens sidste bedrifter[125]: (Steggers) Schæfer fra Københavns hunde-service i skudehavnen
- Olsen-banden på sporet[126]: (Kerns) Schæfer hos DSB Gods
- Olsen-banden deruda'[127]: Navnet på den afgående vagtmands (Kern) Schæfer afsløres ikke
- Olsen-bandens flugt over plankeværket[128]: Bøffens Schæfer i Høje Nord

## Citroën type H varebil
Filmene havde tilsyneladende en forkærlighed for denne franske, praktiske, forhjulstrukne varebil. Ofte set som salatfad, der kører Egon til fængslet, men ellers som let offer for special effects på grund af dens visuelle lighed med et blikskur på hjul. Kun Politiets Citroën H-varebiler og Maxims Estafette, der ikke er en Citroën, men en Renault, undgår ødelæggelse.
- Olsen-banden i Jylland: Banden må stjæle en slagters kvægtransport for at få plads til al bagagen[130]
- Olsen-banden går amok: Politiets fangetransport med Kjeld og Benny ombord[131]
- Olsen-banden ser rødt: Nej: Cateringfirmaet Maxim transportable bruger en Renault Estafette til transport af større genstande og en tricolore-flåde af Renault 4[132].
- Olsen-banden deruda': Mester Hansens bil[133]
- Olsen-banden overgiver sig aldrig: Politiets mobile kantine[134]

I "Balling/Bahs/Nordisk film-universet": Skurkene i Rend mig i revolutionen kører én med påskriften Quick-service.

## Gråblå Volvo P210 "Duett" varebil i baggrunden
Om det er et bevidst element fra skabernes side, eller om det bare er et tegn på, at vogntypen var overordentligt udbredt er uvist. I visse tilfælde muligvis en belejlig statistrolle til en bil brugt af produktionsholdet
- Olsen-banden[136]: Hvid, ikke gråblå i baggrunden, da Mortensen kaster sig mod museets dør
- Olsen-banden[137]: I mørket på Politiets indhegnede parkering for beslaglagte køretøjer
- Olsen-banden[138]: Fronten af bilen på hjørnet foran stamværtshuset Hamlet i Frederik VII's gade og Prinsesse Charlottes Gade er ikke fra en P210, men en PV544[139]
- Olsen-banden på spanden[140]: Mitchellsgade, gennem sparekassens rude, parkeret foran Forsorgen
- Olsen-bandens store kup[141]: Parkeret ved Admiralsgade 27-31, da banden passerer Boldhusgade efter kuppet
- Olsen-bandens store kup[142]: Lufthavnen med Mortensen i forgrunden
- Olsen-banden går amok[143]: Kontrolleres ved "Huset på Christianshavn) reg. A? 88 052[u]
- Olsen-bandens sidste bedrifter[144]: efter kuppet, Kjeld i Børsgade, bil passerer Frederik VII-statuen i baggrunden
- Olsen-banden på sporet[145]: Parkeret på Valby Tingsted, da Benny undløber Politiet med sine grinemaskiner
- Olsen-banden på sporet[146]: Parkeret foran Københavns Roklub, Nelson Mandelas Allé (tidl. Tømmergravsgade); banden har lige passeret Vasbygade ad havnesporet. Har samme reparation på højre bagskærm som bilen på Valby Tingsted.
- Olsen-banden deruda'[147]: Parkeret på tværs af Skudehavnsvej på vejen til Mester Hansens hus i Københavns Nordhavn
- Olsen-banden overgiver sig aldrig[148]: Skråparkeret foran Palads Teatret, Axeltorv
- Olsen-banden overgiver sig aldrig[149]: Parallelparkeret foran "Daninvest" i Industrihuset i Nyropsgade, reg. ?? 88 152

I "Balling/Bahs/Nordisk film-universet": I afsnit 24 af Huset på Christianshavn: Hold da helt ferie fra 1972: Blokeret af dyrehandler Clausens forsøg på at vende folkevogn med tilkoblet Sprite 400 campingvogn i Amagergade. Reg.nr. kan med lidt god vilje læses som A? 88 052. I afsnit 77 Kammertonen fra 1977; kantstensparkeret i Amagergade da betjentene Storm og Nielsen kører forbi. I afsnit 81 Tab og vind med samme sind, også fra 1977: Parkeret på gaden udenfor tipsforhandleren under fru Hammerstedts besøg

## Skuespillerhumor gennem den 4. væg
- Olsen-bandens sidste bedrifter[153]: Benny (Grunwald) titulerer Egon (Sprogøe) dilettanten to gange, da banden sætter Holm Hansen skakmat på Børsen. Egon hhv. vender det hvide ud af øjnene og snerrer: Delinkventen.
- Olsen-banden går i krig[154]: Under Keystone Cops-jagten gennem Valby udgiver Egon (Sprogøe) sig for at være mannequindukke hos marskandiseren og holder et skilt med teksten "Spec[iale -red.]: Gamle KRUKKER"
- Olsen-banden går i krig[155]: Den gasberusede Egon kalder bl.a. Yvonne for sin Karla i sin hyldest til filmindustriens kvindelige sexsymboler med underforstået henvisning til Kirsten Walthers rolle i Huset på Christianshavn
- Olsen-bandens flugt over plankeværket[156]: Bang-Johansen forsøger pr. telefon at få situationen under kontrol, efter banden igen har snuppet Hallandsens røde kuffert: "... De må tale med ambassadøren, præsidenten, hærchefen Colonel MacGuffin ..."[v]

## Locations, locations, locations
Et altid tilbagevendende location, er naturligvis Statsfængslet i Vridsløselille, hvor Egon fængsels mens døren smækker, løslades fra, hentes af Banden og hentes ikke af Banden. Udover Jensens hjem i Valby er der dog også andre mindre åbenlyse steder i København, hvor "forbryderen" er vendt tilbage til "gerningsstedet".

Petersen & Johansson
Petersen & Albeck, P&A, senere Uniscrap; lagde miljø og stemning i form af hus og skrotplads til filmenes "Petersen & Johansson" i Københavns Sydhavn, hvor banden gennemfører to kup mod samme vagtmand og pengeskab og Egon får støbt et par nye sko på den tilhørende skrotplads. Olsen- og Hansen-banden marcherer lige akkurat syd for og derfor ikke forbi i gåsegang på den anden side af havneløbet.
- Olsen-bandens sidste bedrifter[157]: Kjeld og Benny på skrotpladsen for at redde Egon fra Bøffen
- Olsen-banden på sporet[158]: Gods(boks)vognen er for anden gang gledet banden af hænde og Egon sidder nedtrykt ved havnen, Kjeld og Benny trøster ham og de går sammen mod nord med huset, P&A-skorstenen og skrotpladsen i baggrunden
- Olsen-banden går i krig[159]: Bennys kup hos P&J
- Olsen-banden overgiver sig aldrig[73]: "LEGO-kuppet" hos P&J

Mitchellsgade optræder først i Olsen-banden på spanden, hvor Egon forsøger at gøre Volvo-røveren kunsten efter ved at røve en filial af en sparekasse i gadens sydøstlige ende. En sparekasse, der i øvrigt er for offentligt ansatte og desuden ligger lidt for tæt på Politigården. Banden vender tilbage til stedet i Olsen-banden ser rødt, da pornodirektør Hallandsen ved hjælp af en "lånt" taxa bliver franarret nattens omsætning.
Hjalmar Brantings Plads nr. 4 optræder i afs. 56 af Huset på Christianshavn, En stakket glæde (1975), hvor en i porten til lejligheden opsat porttelefon og -tavle viser navnene på opgangens beboere: På 2. etage bor Therese Monpichon; Egon (Hansens) fransklærer. 3. etage: Børge Olsen, der ikke er en direkte reference til Olsen-banden, hvorefter det begynder at ligne en tanke: I stuen, utydeligt, men med lidt god vilje: Helge Hansen; navnet på den danske fodboldspiller fra svenskekampen i prologen til Olsen-bandens store kup, der udspiller sig, mens banden udfører sølvkuppet mod højesteretssagføreren, der i filmen bor på 1. sal. Sagførerens ægtefælle kalder ham ganske vist "Hubert", men tavlen fra Huset på Christianshavn afslører 3 år efter kuppet muligvis hans rigtige navn: Henrik Hallandsen. Men det er nok mest en morsomhed fra en glemsom regissør til særligt opmærksomme seere. Afsnittet er ligesom filmen instrueret af Balling.

Pakhus 5 på Pakhuskaj i Københavns Frihavn blev brugt på tværs i Balling/Bahs/Nordisk film-universet. Første gang i Huset på Christianshavn afsnit 66 Larsens arv fra 1975, hvor Larsen begår indbrud, mens dyrehandler Clausen holder vagt. Derefter i Et isoleret tilfælde fra 1976 og til sidst som stedet, hvor Bøffen i 1978 forsøger at gasse Egon i Olsen-banden går i krig.
Fuengirola; en forstad 30 km ned langs Solkysten fra hovedbyen Málaga, spiller rollen som dét arketypiske charterferieparadis Mallorca, som banden endelig har haft held med at nå. Prologerne i Olsen-bandens sidste bedrifter og Olsen-banden på sporet indledes med det næsten identiske totalbillede, der viser den ikoniske Osborne Veterano reklame-tyr på bakken, stranden og byen med de mange hoteller; i brug såvel som under opførelse, samt steder, der endnu ikke har måttet vige for endnu flere hoteller. Skuddet er med al sandsynlighed taget fra en af de øverste etager på rejsebureauet Tjæreborgs hotel Stella Polaris, der i dag bærer navnet Globales Gardenia og findes i bydelen Torreblanca. Hotellet blev dels blev brugt til indkvartering af filmholdet, dels til optagelse af scenen, hvor Yvonne bliver opvartet af de to charmerende "tyrefægtere", ved det dengang dobbelt-sekskantede svømmebassin.

## Gåsegang i silhuet langs havnen
En af bandens signaturer, der varieres med småløb over "fodgængerovergang" (Landingsbane, tærskelmarkering) i Københavns lufthavn i Olsen-bandens store kup og en kaskade af gåsegangs-klip i den daværende endegyldige finale; Olsen-banden over alle bjerge i Paris: Under Eiffeltårnet, i Eiffeltårnet, på vej til Metroen, langs Seinen ved Notre Dame og på Beatles-manér over Champs-Élysées.
- Olsen-banden på spanden[175]: Banden trasker afsted med cellokassen
- Olsen-banden ser rødt[176]: Banden i Nyhavn, standser ved ankeret og beskuer Teatret
- Olsen-banden deruda'[177]: Mester Hansen og Bøffen nordpå med Ørstedsværket i baggrunden
- Olsen-banden går i krig[178]: Banden i march nordpå med Ørstedsværket i baggrunden til Kong Christian IX's Honnørmarch[179]
- Olsen-banden over alle bjerge[180]: Banden sydpå med P&A ("P&J") i baggrunden

## Småkuppenes musikalske spændingstema
Som indledning til små natlige og/eller før-rulletekstkup/indbrud bruges sædvanligvis det samme uhyggelige og spændingsmættede, ulmende stryger/træblæsertema, der bringer mindelser til Mars fra Gustav Holsts Planeterne, der dog afbrydes af to gange tre pludselige messingblæserstød.
Temaet indleder (som det første der høres allerede 18 sekunder inde i) den allerførste Olsen-banden film og blev derefter benyttet igen og igen gennem hele serien.
- Olsen-banden: Indbrud i cigarforretningen i Murergade[181]
- Olsen-banden i Jylland: Indbrud hos Mads Femøre[182]
- Olsen-banden's store kup: Forberedende indbrud i autoværksted[183] og en variation over temaet ved Bennys kup i Onkel Toms hytte[184]
- Olsen-banden går amok: Indbrud i Palads Teatret, købmand Kvist og hovedkuppet hos H.C. Hallandsen[185]
- Olsen-bandens sidste bedrifter: Indbrud i kiosken på Kgs. Nytorv[186]
- Olsen-banden ser rødt: Benny-kup i autoværksted og Irma, Valby[187]
- Et isoleret tilfælde: Under Egons briefing og bandens ankomst til pakhuset[188]
- Olsen-banden deruda': Indbrud i skab med zonetal[189]
- Olsen-banden går i krig: Indbrud hos Petersen & Johansson (Bennys kup)[190]
- Olsen-banden overgiver sig aldrig: Indbrud hos Petersen & Johansson (igen - LEGO-kuppet)[191]
- Olsen-bandens sidste stik: Justitsministeriebetjentenes forsøg på fra Admiralsgade at fjerne Wandenberg-dokumenterne fra Udenrigsministeriets centralarkiv ledsages ikke af det traditionelle, men af en variation over temaet[192]

"Balling/Bahs/Nordisk film-universet": Temaet bruges utallige steder i Huset på Christianshavn; fx afs. 31, Med ærlighed kommer man nu længst fra 1973, hvor temaet spilles to gange under Larsens indbrud i forsikringsselskabet "Herkules". Larsen bruger desuden en "Benny-dims" til at åbne døren til og stetoskop til at åbne pengeskabet på direktørens kontor. I afsnit 77 fra 1977 Kammertonen spilles en variation af temaet (uden messingblæserstødene) da fru Hammerstedt besøger supermarkedet efter lukketid med Larsens glarmesterdiamant og -sugekop.

## Andægtig orgelmusik markerer adgang til det allerhelligste
- Olsen-banden på spanden: Bandens (for een gang skyld) helt legitime adgang til Nationalbankens boksanlæg[193]
- Olsen-banden i Jylland: Egon og Benny trænger ind i generalens kammer[194]
- Olsen-bandens sidste bedrifter: Kjeld finder trappen til Børsens tårn[195]
- Olsen-bandens flugt over plankeværket: Bandens indtrængen i Høje Nord-direktionens topsikrede schweiziske boksanlæg, hvor det (hidtil) sidste Franz Jägerskab (1944) i Danmark[196] gemmer på Hallandsens røde kuffert[197]

I "Balling/Bahs/Nordisk film-universet": I Ballade på Christianshavn da Larsen besøger departementschefens kontor i Boligministeriet

## Den norske forbindelse
En af grundene til, at Olsen-banden fik lov til at fortsætte længere end oprindeligt tænkt var, at Nordisk films økonomi var afhængig af indtægterne fra filmene. Værre stod det til i Norge, hvor instruktøren Knut Bohwim ligefrem måtte pantsætte sit hus for at kunne financiere hver film. Det kan forklare, hvorfor der i de norske film blev lånt klip direkte fra de danske filmstrimler, hvor det var muligt. Fx som i Olsenbanden og Dynamitt-Harry på sporet, hvor filmens indledning er taget 1:1, direkte fra den danske filmstrimmel: Lige fra totalbilledet af Fuengirola, morgenmadens og "Bøffens" ankomst til Malaga lufthavn og leverancen af morgenmad med Tjæreborg-bilen og tjeneren, der løber op ad trappen i Casa Olsen. De norske skuespillere i de spanske scener er filmet i samme hus som de danske, men klippet sammen med de danske scener af Ove Verner Hansen som "Bøffen", der derfor ikke nødvendigvis behøvede at tage med til Spanien for at filme i anden omgang. Andre mindre tydelige lån i den norske film viser dansk/norske krydsklip, bl.a. med fragtkassen under Egons nedstigning i godsekspeditionen, dansk MZ-lokomotiv, S-tog og sågar strandede passagerer på Østerport station og danske signaler, da Egon i begge, som sidste udvej, har kortsluttet det tofløjede sikringsskab. Det smalle NSB-skab, som norske Harry tidligere får den norske NSB-"kollega" til at afprøve og kortslutte sender til gengæld en hilsen tilbage (eller frem) til den danske Olsen-bande, da det senere dukker op på væggen i baggrunden under Bennys kup hos Petersen & Johansson, hvor det lykkes Benny at standse Egon før den optiske alarm i Olsen-banden går i krig.

## Enkeltstående små gentagelser
Blandt andet små hilsner i de sidste film i serien, der rækker helt tilbage til den første bandefilm, og en enkelt endnu længere.
Hatten trækkes ned over Egons øjne og politiet dukker op
- Olsen-banden ser rødt[205]: Af Bøffen i Frits' skikkelse ved udvekslingen på broen, i filmens virkelighed muligvis over Tryggevælde Å, da vasen (ikke terningen) er kastet
- Olsen-banden overgiver sig aldrig[206]: Af Bøffen som indedning til filmens Keystone Cops-sekvens

Skosnuderne afslører person gemt bag gardin
Eller gør de?
- Olsen-banden overgiver sig aldrig: Ministerfruen opdager Bennys sko[207]

I "Balling/Bahs/Nordisk film-universet": I Ballade på Christianshavn opdager nattevagten et par sko i departementschefens kontor
Petroleumsvand
- Olsen-banden overgiver sig aldrig[209]: Yvonne vil i sin rengøringsiver sætte Egon til at rengøre dørkarmene i lejligheden i Valby
- Olsen-banden over alle bjerge[210]: Yvonne tager sin opgave på hotellet meget alvorligt og ønsker at komme i bund med rengøringen af paneler og dørkarme

Lillesøsters barnevogn spiller en fremtrædende rolle i Olsen-banden og har muligvis en gæsteoptræden i Olsen-banden deruda, hvor en barnevogn med lignende udseende står på tagbagagebæreren af den overlæssede Morris Minor, der overrumples i filmens afsluttende biljagt.
Frugtvogn
- Olsen-banden[212]: Banden bestyrer et "bananskib" på Nytorv foran byretten i slutningen af filmen
- Olsen-banden overgiver sig aldrig[213]: Banden låner en æblekærre til kuppet mod vekselerer Bang-Johansens limousine

Fødselstangen, som Egon må bruge til en improviseret åbning af lugen på en kampvogn i Olsen-banden overgiver sig aldrig, har aner der går helt tilbage til Olsen-banden, hvor Benny bruger en fødselstang som øloplukker i "kontoret" over stamværtshuset Hamlet, der også huser et gammeldags instrumentskab, hvilket kan forklare, hvor Kjelds jordemodertaske kommer fra.
Prostituerede: Brugen af Suzanne som medhjælp i tørresnors-kuppet i Olsen-banden over alle bjerge, sender en hilsen helt fra (på dét tidspunkt) den endegyldigt sidste tilbage til den allerførste bande-film, hvor Connie og hendes kolleger hjælper til, både med forberedelserne og derefter som afledning ved udførelsen af og efter kuppet.
Maskinchef Brovst (Poul Reichhardt) på Martha kunne muligvis være endt som flaskeskipper og vagtmand i Havnevæsenets depot, hvor banden låner kittel, stakit og kasket i Olsen-banden over alle bjerge. Beklageligvis lader skibene på billederne i den hyggelige portner-hytte sig ikke umiddelbart identificere som skibet fra filmen af samme navn.

## Fodnoter
1. ↑  april 2025
2. ↑  men ikke Bundgaards første gang jf. Martha dansk DVD EAN 5708758652094 06m34s 2. [maskin-]mester Alf kæmper med fødevandspumpen
3. ↑  lærebogs-eksempel på statusskift
4. 1 2  besøget har også til formål at presse skurken til en byttehandel
5. ↑  banden mister byttet og skal vinde det tilbage, evt. gentagne gange
6. ↑  spillet af hotelkomplekset Torrequebrada i Malaga-forstaden Benalmádena
7. ↑  fru Hammerstedt (piano), Larsen (tværfløjte) og overbetjent Storm (cello)[49]
8. ↑  ca. 480.000 kr. i 2024
9. ↑  Hallandsen optræder som sådan ikke i filmen; kun i det indledende 10 minutter lange sammenklip af begivenhederne i den foregående film[82]
10. ↑  men afledningen er den samme som i Et isoleret tilfælde: Tilstopning af saltbøsse
11. ↑  hvilket ville lade ham kunne frigøre sig af sit miljø ved fx at tage på kostskole i Schweiz og plausibelt forklare, hvorfor Birger ikke er med i de efterfølgende film
12. ↑  som alligevel bliver taget til nåde og vender tilbage i Olsen-banden overgiver sig aldrig
13. ↑  det er uvist, om det lykkedes for Bang-Johansen at gennemføre våbenhandlen med MAC og få 1 mia. kr. for investeringen på de 750 mio. kr. Muligvis, eftersom Høje Nord stadig findes i Anthonsen tre år senere
14. ↑  på grunden, der sidenhen blev bebyggelsen Vægtergangen/Vægterparken på Amager overfor Superfosgrunden (sidenhen Øresundsparken) på den anden side af Amagerbanen
15. ↑  iflg. uverificeret kilde, formodentlig Kjøge Andels Svineslagteri
16. 1 2  på Folke Bernadottes Allé, senere nedrivningstruet, men reddet og genopbygget af Edlund på Bjerregårdsvej ved Carlsberg
17. ↑  senere reddet af fanklubberne og flyttet til Gedser
18. ↑  Hansens hus dukker op sammen med Mester Hansens musikalske tema ved panorering fra Svanemølleværket (dansk DVD 37m25s), hvorefter Hansen og Bøffen udfører traditionel Olsen banden-gåsegang i Sydhavnen med Ørstedsværket i baggrunden (dansk DVD 39m06s)
19. ↑  tilsyneladende på Teglholmen, hvor B&W/MAN senere fik domicil, umiddelbart syd for Ørstedsværkets kullager og -kaj
20. ↑  herren leverer også filmens afslutningsreplik udenfor billede, efter endnu en påkørsel[113]
21. 1 2  AP eller AE, utydeligt, da pladen er beskadiget
22. ↑  MacGuffin er et objekt, fx en rød kuffert, der benyttes som drivmiddel for et filmplot, jf. MacGuffin på engelsk Wikipedia
23. ↑  der dog angiver, at opgangen er nr. 57
24. ↑  i afs. 48 Nu stiger kunsten af Huset på Christianshavn står Helge Hansen som kunsteren bag et af malerierne af skibe i solnedgang, som Egon Hansen har købt for 350 kr.[162]
25. ↑  ikke at forveksle med forstaden Torremolinos, 13 km tættere på Málaga, hvor Tjæreborg byggede sit første Stella Polaris-hotel i 1968
26. ↑  nedgang nuværende Pl. Charles de Gaulle, 140 m fra Det danske hus
27. ↑  klippet, hvor der panoreres fra poolen ned til "Bøffen" med kikkert under træet kan være blevet klaret med en stand-in eller fotostat af "Bøffen" i den norske udgave
28. ↑  den norske vagts hund hedder også Buster (norsk DVD 63m49s)
29. ↑  det er udadtil tilsyneladende det samme skab, blot med skabelonbaseret hhv. DSB og NSB-påmaling, men med forskelligt indhold, indtil kortslutningen foretages, hvor klippet fra den danske film bruges begge steder med Egons hænder, fingerring og NATO-urrem hhv. 79m33s ff og 83m11s ff